# Французький імперський орел

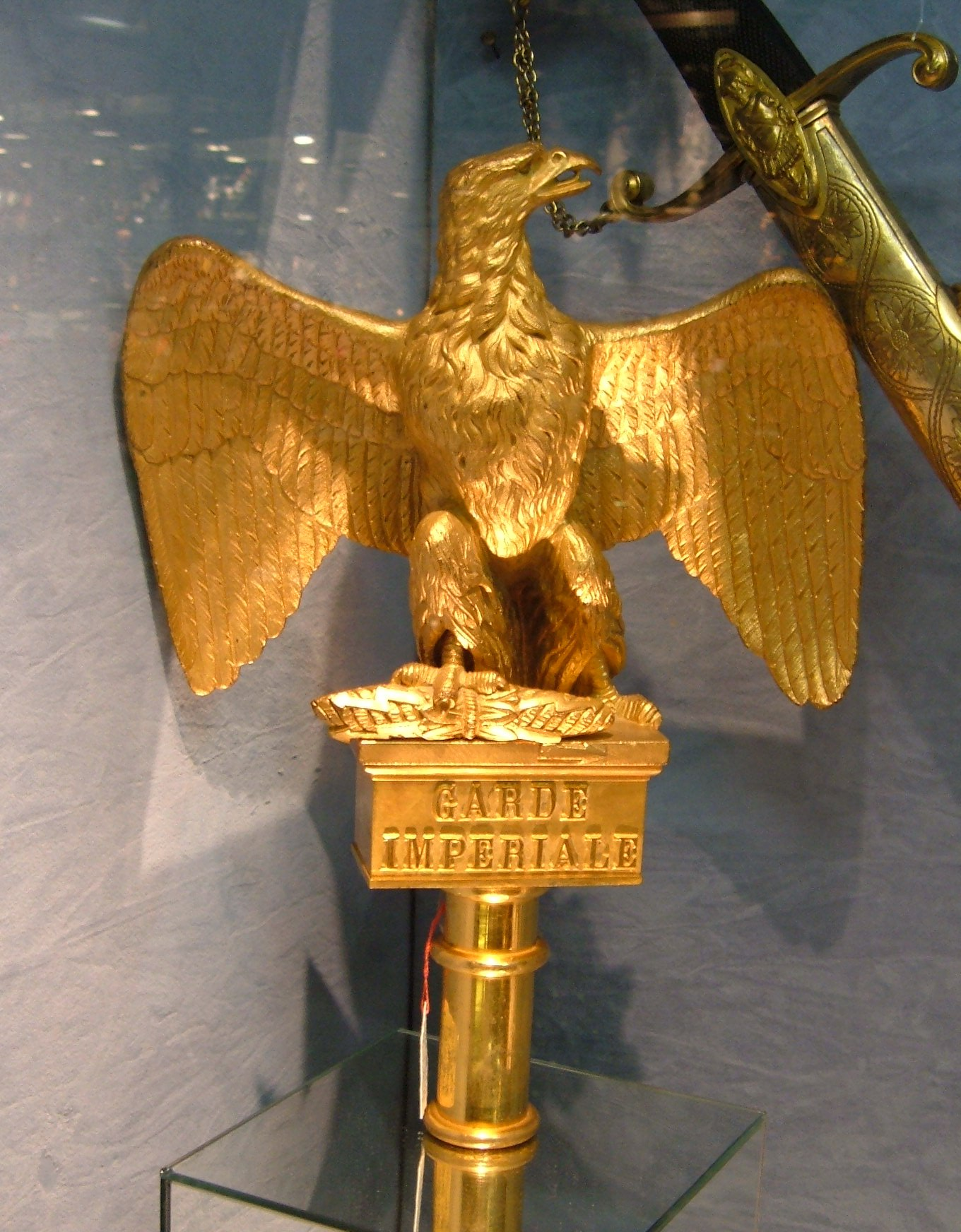
Імперський орел гвардії на держаку у паризькому музеї

Французький імперський орел, також Орел Наполеона і Прапорний орел (фр. aigle impériale, aigle de drapeau) — військовий символ Першої Французької імперії, що використовувався Великою армією Франції як знак розрізнення та знак величі Франції. Також був особистим символом Наполеона і зображений на його гербі.

Емблема Великої армії

## Використання

### Велика армія

Картина «Роздача орлів»: на вершині тримачів прапорів видні золоті імперські орли

Піхота Великої армії кріпила орла на вершині тримача прапора, його розмір був невеликий — приблизно з кулак. Також орел був зображений на бойових прапорах Франції, часто з буквою N внизу, що означало першу букву слова «Наполеон». Використання золотого орла як військового символу було запозичено у Римської імперії, де орла також кріпили на вершині тримача вексилума.

### Інше
Імперський орел також використовувався на різних гербах і прапорах.

Герб Першої Французької імперії
Штандарт Імператора Франції
Особистий прапор імператора
Прапор Королівства Італія (під владою Наполеона)
Герб Голландії у складі Французької імперії
Герб Бонапартів
Орден Залізної корони Франції та Італії